# 김창은
김창은(金昌垠, 1954년 1월 9일 ~ )은 대한민국의 제3·4·7대 대구광역시의원이었다.

## 학력
- 수창공립국민학교 졸업
- 대륜중학교 졸업
- 대구고등학교 부설 방송통신고등학교 졸업
- 영남대학교 철학과 학사 졸업

### 비학위 수료
- 영남대학교 행정대학원 행정학 석사 졸업

## 경력
- 대창기공사 대표
- 남대구청년회의소 감사
- 대구지구 청년회의소 이사
- 한국청년회의소 중앙전문위원
- 국제라이온스 355-C지구 대구경성라이온스클럽 회장
- 대구기계공구상협동조합 이사장
- 수성구 지산2동 방위협의회 위원장
- 대구광역시 체육회 보디빌딩협회 회장
- 2001 대구하계유니버시아드대회 유치위원
- 2002월드컵 대구 개최 유치위원
- 대구월드컵문화시민운동협의회 운영위원
- 국채보상운동 기념사업회 상임위원
- FY96-98 국제라이온스 355-C지구 환경미화원 지원사업 위원장
- 대구 환경운동연합 상임집행위원
- 녹색파수꾼 회장
- 한나라당 지산 2동 협의회장
- 수성구 지산2동 파출소 방범자문위원장
- 대구지방검찰청 학교폭력예방 운영위원
- 지역발전연구소 소장
- 대구광역시 체육회 부회장
- 대구광역시 수성구 생활체육협의회 회장
- 대구광역시 장애인체육회 생활체육위원회 위원장
- 대구광역시 장애인체육회 생활체육위원장 이사
- 경북대학교 총동창회 이사
- 대구광역시 공직자윤리위원회 위원
- 한나라당 대구시당 수성구 을 지구당 부위원장
- 국민권익위원회 "명예국민권익상담위원"
- 수성구 지역사회복지협의체 위원
- 대구광역시 당구벌종합복지관 관장
- 1998.07 ~ 2002.06 제3대 대구광역시의회 의원
- 1998.07 ~ 2000.07 제3대 대구광역시의회 전반기 문교사회위원회 위원
- 1998.07 ~ 2000.07 제3대 대구광역시의회 전반기 예산결산특별위원회 위원
- 2000.07 ~ 2002.06 제3대 대구광역시의회 후반기 산업교통위원회 위원
- 2000.07 ~ 2002.06 제3대 대구광역시의회 후반기 경제교통위원회 위원
- 2000.07 ~ 2002.06 제3대 대구광역시의회 후반기 의회운영위원회 위원장
- 2001.12 ~ 2001.12 제3대 대구광역시의회 농수산물도매시장현안조사특별위원회 위원
- 2002.07 ~ 2003.05 제4대 대구광역시의회 의원
- 2002.07 ~ 2003.05 제4대 대구광역시의회 전반기 교육사회위원회 위원
- 2002.07 ~ 2003.05 제4대 대구광역시의회 전반기 예산결산특별위원회 위원
- 2014.07 ~ 2016.09 제7대 대구광역시의회 의원
- 2014.07 ~ 2016.07 제7대 대구광역시의회 전반기 건설환경위원회 위원
- 2014.07 ~ 2016.07 제7대 대구광역시의회 전반기 예산결산특별위원회 위원
- 2016.07 ~ 2016.09 제7대 대구광역시의회 후반기 건설환경위원회 위원

## 수상
- 대통령상 수상
- 대구광역시장 표창
- 한국은행 총재 표창
- 대구직할시장 표창
- 대구지방경찰청장 감사장
- 대구광역시 수성구청장 감사패
- 한국청년회의소 중앙회장 2회 표창
- 보건복지부 장관 표창
- 국제라이온스 355-C지구 무궁화 사자 봉사대상 수상

## 역대 선거 결과
|  | 54.41% |

|  | 62.19% |

|  | 17.26% |

|  | 0% |